# Teatro Stabile d'Abruzzo
Il Teatro Stabile d'Abruzzo, meglio noto con l'acronimo TSA, è un ente teatrale stabile con sede all'Aquila.
Fondato il 28 ottobre 1963 come Teatro Stabile dell'Aquila — poi, dal 1991, Teatro Stabile Abruzzese — si è costituito ufficialmente nel 2000 con la denominazione. Ha come soci il comune dell'Aquila, la provincia dell'Aquila e la Regione Abruzzo.
Gli spettacoli del Teatro Stabile d'Abruzzo sono stati rappresentati nei maggiori festival italiani, dalla Biennale di Venezia al Festival dei Due Mondi di Spoleto, oltre che agli eventi teatrali di San Miniato, Taormina, Verona e Vicenza. Alcune produzioni sono state, inoltre, registrate dalla RAI: on l'ente televisivo nazionale sono stati prodotti gli sceneggiati televisivi La signor Ava, di Francesco Jovine — il primo registrato in RVM — e Milarepa, di Liliana Cavani. Tra i riconoscimenti ottenuti dall'ente si citano il Premio IDI, il Biglietto d'Oro AGIS-Minerva, la Maschera d'Argento, la Noce d'Oro. Nel 2015 il Teatro è stato inserito tra i 19 enti italiani di rilevante interesse culturale.
Dal novembre 2020 è diretto da Giorgio Pasotti.

## Storia
L'ideatore di un teatro stabile pubblico all'Aquila è stato Giuseppe Giampaola già all'inizio degli anni cinquanta, poi con Luciano Fabiani e Oliviero Franchi, il 28 ottobre 1963 ha fondato il Teatro Stabile dell'Aquila (TSA) con l'atto costitutivo firmato da 18 persone. Con l'ingresso di Errico Centofanti nel 1965 (che diventerà direttore esecutivo l'anno successivo) il Tsa ha iniziato a percorrere la strada del periodo d'oro alla fine degli anni sessanta e settanta.

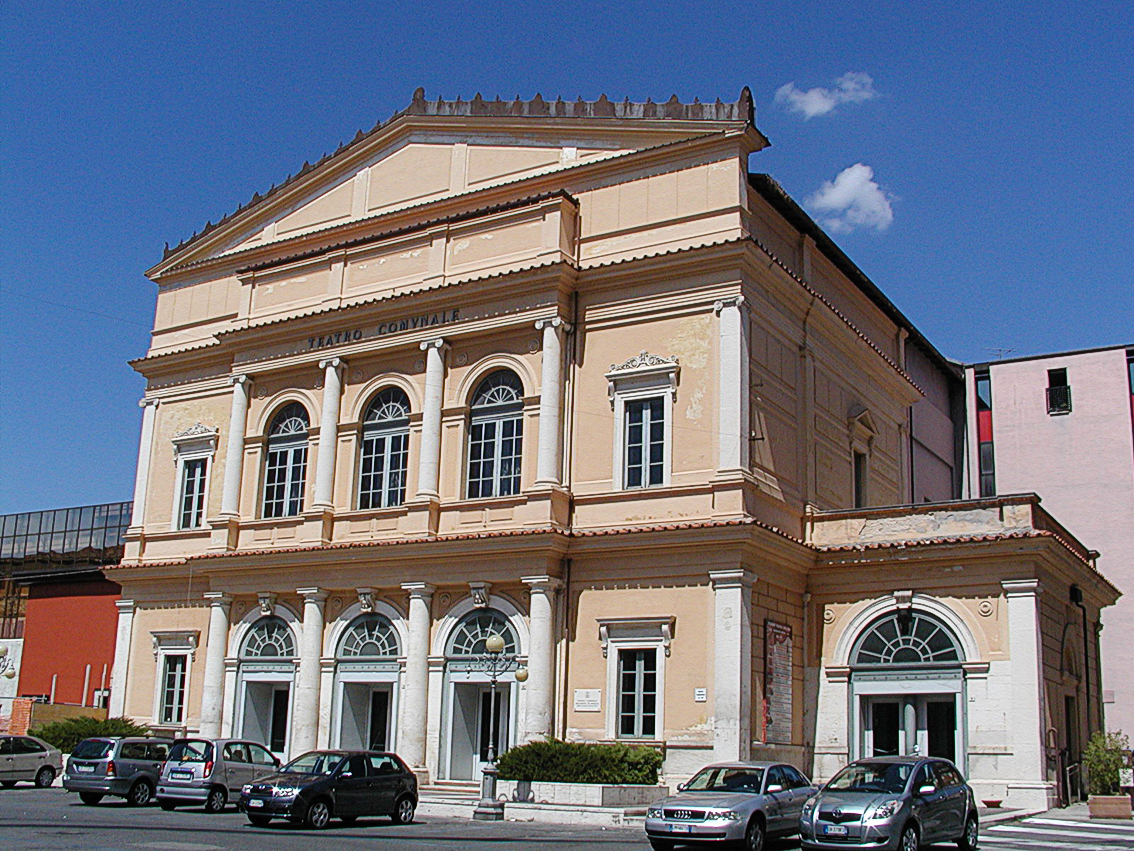
Teatro comunale a L'Aquila

L'ente teatrale si è poi trasformato nel 1991 in Teatro Stabile Abruzzese diretto da Federico Fiorenza e quindi in Teatro Stabile d'Abruzzo nel 2000 presieduto da Gigi Proietti.
Il nome Teatro Stabile dell'Aquila ha garantito per anni una reale connotazione di teatro del territorio. Per ottenere i finanziamenti dallo Stato come teatro a gestione pubblica, la sede doveva essere situata in città con almeno 300 000 abitanti. Straordinariamente, fu così inventato un consorzio di città, per dare la base demografica alla fondazione del Teatro. Alle pressioni dei sostenitori del nuovo polo teatrale, tra cui il ministro Lorenzo Natali, la direzione dello spettacolo dovette cedere e modificare la norma in senso territoriale, accettando il TSA nel novero dei grandi teatri.
Ormai massima istituzione abruzzese di produzione artistica, il Teatro Stabile d'Abruzzo ha messo in scena testi che spaziano dalle sacre rappresentazioni dell'inesplorato patrimonio post-medioevale, alle opere di Ferdinando Galiani, Gabriele D'Annunzio, Ignazio Silone, Mario Pomilio. Gli spettacoli del TSA hanno condotto sui palcoscenici di tutta Italia la grande drammaturgia abruzzese, cui era mancata fino ad allora un'attenzione che la proponesse in una organica sistemazione storico-critica.
Inseritosi con sicurezza nella tessitura della ricerca interpretativa a livello europeo, il TSA ha proposto messe in scena dei grandi classici con Orestiade di Eschilo, Antigone di Sofocle, l'elisabettiano Arden, Aminta del Tasso, Tartufo di Molière, Il divorzio di Alfieri.
Ha inoltre espresso un particolare impegno rispetto ai classici shakespeariani attraverso il Coriolano, Antonio e Cleopatra, Come vi piace, Riccardo III: ha prodotto infine il grande spettacolo Edmund Kean di Raymund Fitz Simons, interpretato da Gigi Proietti, per giungere alle ultime stagioni di produzione che hanno visto lo Stabile protagonista della scena italiana con lo spettacolo Dramma della gelosia, per la regia dello stesso Proietti, e con l'interpretazione di Pino Quartullo e Sandra Collodel, con La Certosa di Parma, grande allestimento diretto da Luca De Fusco che ha curato anche il Viaggio a Venezia, terza tappa del progetto di riscrittura dei grandi classici.
Fra le altre produzioni del TSA figurano Falstaff e le Allegre Comari di Windsor, spettacolo più visto della stagione 2001/2002, con protagonista Giorgio Albertazzi, e Non ti conosco più, raffinatissima commedia brillante interpretata da Edoardo Siravo, Sandra Collodel, Vittorio Viviani e Gisella Sofio, entrambi per la regia di Gigi Proietti.
Nella stagione 2004/2005 sono stati messi in scena una originale edizione dell'Edipo re di Sofocle, interpretato e diretto da Franco Ricordi con Patrizia Zappa Mulas nella parte di Giocasta. Spettacolo centrale nella medesima stagione è stato Anfitrione di Heinrich von Kleist, diretto da Franco Ricordi, con Pino Micol, Tiziana Bagatella e Maximilian Nisi. Nella stagione 2005/2006 ricordiamo la produzione di Prometeo Incatenato e Antigone per la regia di Claudio Di Scanno.
Le nuove stagioni hanno visto sui palcoscenici di tutta Italia le due ultime produzioni del TSA: per la prima volta in Italia e in esclusiva da Broadway “Jekyll & Hyde, il musical” con Giò Di Tonno e ” La parola ai giurati”, un giallo giudiziario che parla di pena di morte, con la regia e l'interpretazione di Alessandro Gassman, il patrocinio di Amnesty International e Biglietto d'Oro AGIS-Minerva per il 2008. Dal 2011 al 2014 il Tsa è stato diretto da Alessandro Preziosi che ha prodotto il Cyrano de Bergerac e il Don Giovanni attualmente in tour, mentre nel novembre 2014 è stato nominato il regista Alessandro D'Alatri, che nel post terremoto aveva curato Scene da un matrimonio di Bergman.
Nel 2015 assorbe anche il Teatro Stabile d'Innovazione L'Uovo.

## Ruolo dell'ente teatrale
La drammaturgia contemporanea ha ricevuto dall'attenzione del TSA un impulso senza precedenti nella esperienza del teatro a gestione pubblica: una attenta valutazione di opere che apparivano emarginate, come L'uomo, la bestia e la virtù di Pirandello, La cena delle beffe di Sem Benelli, La pazza di Chaillot di Jean Giraudoux, La madre di Brecht.
Fra le opere poco conosciute al pubblico italiano presentate dal TSA vi sono testi come Il pellicano di August Strindberg, Un debito pagato di John Osborne, Lear di Edward Bond, Sogno di Oblomov di Ivan Goncharov.
Diversi sono stati gli allestimenti in prima mondiale che hanno avviato la fortuna internazionale di opere come L'avventura di Maria di Svevo, Il dio Kurt di Moravia, Operetta di Witold Gombrowicz.
Un altro contributo del TSA è andato al rinnovamento del modo di far teatro in Italia, attraverso scelte culturali ancorate ai problemi e agli interessi reali del tempo attraverso il rigore produttivo degli spettacoli allestiti con funzionalità e con il massimo contenimento dei costi, attraverso una politica di investimento su i giovani che, ad esempio, ha condotto alla rivelazione nazionale di alcuni tra i più apprezzati attori del teatro italiano d'oggi, come Piera Degli Esposti, Giampiero Fortebraccio, Claudia Giannotti, Mariangela Melato, Nino Taranto, Giancarlo Giannini, Cochi Ponzoni, Ugo Pagliai, Paola Gassman, Tino Schirinzi, Gigi Proietti, Carlo Valli, Virgilio Zernitz, Viviana Toniolo, Gabriele Lavia, Stefano Santospago, Daniele Formica, Domiziana Giordano, Cloris Brosca, Sergio Castellitto, Giulio Scarpati.
Un altro aspetto fondamentale del lavoro del TSA è la costruzione, quale essenziale investimento culturale, di un organico sistema teatrale che serve a vitalizzare l'intero territorio regionale.

Attraverso il lavoro condotto direttamente oppure favorendo interventi o anche soltanto stimolando il sorgere di altre iniziative, lo Stabile ha dato in oltre quarant'anni un contributo decisivo alla trasformazione della vita culturale abruzzese, facendo sì che il Teatro divenisse un'importante e non episodica componente della vita sociale. Tanti sono ora i Centri che hanno riattivato un'antica tradizione o inaugurato un loro ruolo nella rete delle piazze teatrali abruzzesi.
Numerose sale teatrali sono state riattivate e per molte di esse sono stati sollecitati interventi di restauro; cattedre universitarie, scuole pubbliche e corsi privati sono venute a supportare il tessuto connettivo della formazione teatrale che è andata ricostituendosi. Gruppi di base, compagnie di ricerca e sperimentazione, formazioni cooperativistiche e universitarie, complessi scolastici e amatoriali hanno visto avvicinarsi un po' dovunque un'importante fascia di cittadini, specialmente i più giovani, alla creatività.